# Land van Vogelsanck

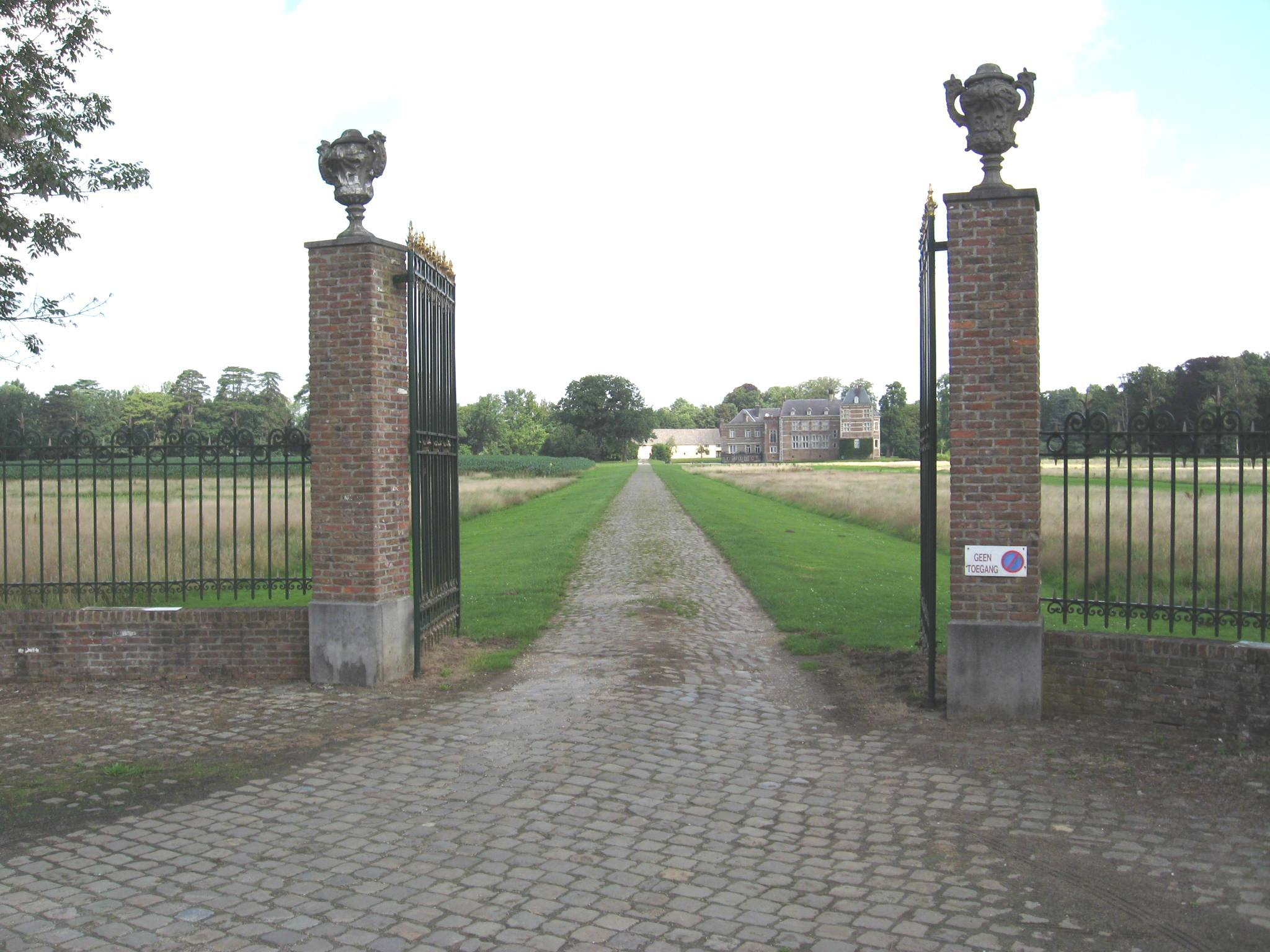
Kasteel Vogelsanck van waaruit het Land van Vogelsanck bestuurd werd

Het Land van Vogelsanck (ook wel Land van Vogelzang genoemd) was een oude Kempense heerlijkheid in een gebied dat overeenkomt met het midden van de huidige Belgische provincie Limburg.

## Geschiedenis
Op het einde van de 12e eeuw hadden de graven van Loon reeds een jachtgoed te Zolder, het huidige kasteel Vogelsanck. Gerard van Loon stichtte in de jaren daarop een nieuwe heerlijkheid die aanvankelijk enkel bestond uit het dorp Zolder en zijn gehuchten Bolderberg, Viversel en Stokrooie. In de loop der jaren werd de heerlijkheid uitgebreid met de dorpen Zonhoven, Houthalen en het gebied Houweiken, bestaande uit de Heusdense gehuchten Eversel, Schoot en Ubbersel ten zuiden van het dorp. Zo ontstond het Land van Vogelsanck dat rechtstreeks onder het bestuur van de graven van Loon stond. Over deze periode is weinig bekend.
In 1308 kreeg Mathilde van Loon, dochter van Arnold V van Loon het Land van Vogelsanck samen met het Hof Vogelsanck als bruidsschat van haar vader wanneer zij trouwt met Godfried van Heinsberg. Na de dood van Godfried erft zijn zoon Diederik het gebied. Diederik maakte samen met Arnold van Rummen ook aanspraak op het graafschap Loon. Diederik kocht de aanspraak van Arnold op het graafschap af door hem de heerlijkheid Vogelsanck te schenken. Toen Arnold zijn aanspraken op het graafschap Loon definitief verloor in 1366 verkocht hij uit geldgebrek het land aan zijn schoonbroer Jan van Hamal. De vier dorpen gingen geleidelijk aan een eenheid vormen maar behielden toch grotendeels hun zelfstandigheid.
Na de dood van Jan van Hamal ging het domein over in handen van zijn kleinzonen Jan en Engelbert van der Marck. Zij speelden een belangrijke rol in het prinsbisdom Luik. Hun domein in de Kempen vormde slechts een klein deel van hun bezittingen waardoor de belangstelling ervoor nogal klein was.
In 1422 erfde Hendrik van Bastenaken het domein. Hij was de eerste heer die een grote belangstelling had voor het gebied. Hij vestigde zich op het domein en bouwde het hof uit tot een kasteel. In de vier dorpen werden schepenbanken geïnstalleerd. Hij vaardigde de eerste privileges en schepenbankreglementen uit.
In 1457 erfde zijn kleinzoon Jan van Elter de heerlijkheid. Rond die periode werd het Land van Vogelsanck reeds beschreven als een baronie maar pas vanaf 1600 kwam de erkenning hiervan en begonnen de heren zich ook baron te noemen. Op de munten die hij sloeg kwam niet meer de namen van de dorpen te staan maar wel de naam Vogelsanck. De heerlijkheid zou tot 1565 in handen blijven van de familie van Elter. In 1514 kocht Jan II van Elter de heerlijkheden Waterschei en het nabijgelegen Nieuwdorp (Nudorp).
Bij de dood van Joris van Elter kwam het domein in handen van zijn vrouw Catharina van Bronckhorst-Batenburg-Steyn. Tijdens de Beeldenstorm had zij de zijde gekozen van de calvinisten. Zij zetten zich ook af tegen de prins-bisschop van Luik en voerde processen over de staatsrechtelijke positie. Haar opvolger en schoonzoon, Ico van In- en Kniphausen, kon verkrijgen dat Vogelzang als vrije baronie werd erkend. Hij verbood zijn inwoners nog langer belasting te betalen aan het prinsbisdom Luik.
Het Land van Vogelsanck bleef tot in 1699 in handen van de familie Van In- en Kniphausen. Het was vooral Ferdinand die het domein en het kasteel verder uitbouwde. Daarna kwam het domein terug in handen van het geslacht Van Elter tot in 1724, toen het door erfenis overging in handen van de prinselijke familie van Nassau-Siegen. In 1740 kwam het domein door vererving in handen van de Portugese graaf de Souza y Pacheco die het domein het jaar daarop verkocht aan de familie de Villenfagne de Vogelsanck.
De eerste telg, Gilles Lambert, had weinig belangstelling voor Vogelsanck omdat hij te Luik vele activiteiten uitoefende zoals het burgemeesterschap van de stad. Zijn zoon Jean-Ignace ging zich vestigen op het kasteel. Hij bouwde het domein opnieuw uit tot een voortvarend bezit en verfraaide het inmiddels vervallen kasteel. Bij zijn dood in 1789 had het Land van Vogelsanck een oppervlakte van 13.500 ha en telde het 6200 inwoners. Inmiddels was de Franse Revolutie uitgebroken en in 1790 werd het kasteel geplunderd.
In 1795, bij het ontstaan van de gemeenten, ontstonden uit het Land van Vogelsanck de gemeenten Zolder, Zonhoven en Houthalen. Houweiken werd samengevoegd met het noordelijk deel van Heusden onder deze laatste naam. Waterschei ging deel uitmaken van de gemeente Genk en Nieuwdorp werd een onderdeel van de gemeente Peer. De familie de Villenfagne behield het kasteel en ruim 1000 ha van het domein. Nu nog is het kasteel eigendom van de familie en beslaat het privédomein nog steeds 450 ha.

## Heren van het Land van Vogelsanck
1. 1308-1333: Godfried van Heinsberg, schoonzoon van Arnold V van Loon
2. 1333-1335: Diederik van Heinsberg, zoon van Godfried
3. 1336-1367: Arnold van Rummen, neef van Diederik (eerste jaren was hij minderjarig)
4. 1367-1386: Jan van Hamal, schoonbroer van Arnold
5. 1386-1387: Jan van der Marck, kleinzoon van Jan
6. 1387-1422: Engelbert van der Marck, broer van Jan
7. 1422-1455: Hendrik van Bastenaken, neef van Engelbert
8. 1457-1487: Jan van Elter, kleinzoon van Hendrik (minderjarig tot 1457; zijn moeder regeerde in zijn plaats)
9. 1487-1518: Jan II van Elter, zoon van Jan
10. 1518-1529: Jan III van Elter, zoon van Jan II
11. 1543-1565: Joris van Elter, zoon van Jan III (minderjarig tot 1543; zijn moeder Johanna van Cotereau regeerde in zijn plaats)
12. 1565-1579: Catharina van Bronckhorst-Batenburg-Steyn, vrouw van Joris
13. 1581-1604: Ico van In- en Kniphausen, schoonzoon van Joris en Catharina
14. 1604-1616: Tido van In- en Kniphausen, zoon van Ico
15. 1616-1643: Margaretha de Cock van Delwijnen, vrouw van Tido
16. 1644-1699: Ferdinand van In- en Kniphausen, zoon van Tido en Margaretha
17. 1699-1716: Jan Frederik van Elter, door aanduiding van de Luikse prins-bisschop
18. 1716-1724: Charlotte van Elter, zus van Jan Frederik
19. 1724-1740: Emmanuel van Nassau-Siegen, neef van Charlotte
20. 1740-1741: Jan Willem de Souza y Pacheco, neef van Emmanuel
21. 1741-1756: Gilles Lambert de Villenfagne, burgemeester van Luik, door aankoop van het domein
22. 1756-1789: Jean Ignace de Villenfagne, neef van Gilles Lambert
23. 1789-1795: Jean Louis de Villenfagne, zoon van Jean Ignace